# Стефан Домбровський
Стефан Тутус Зіґмунд Домбровський (пол. Stefan Tytus Zygmunt Dąbrowski) (*1877 — †1947) — польський лікар, біохімік і політик.

## Біографія
- У 1895–1900 роках — один із керівників Товариства польської молоді «Zet». У роки Першої світової війни і по її закінченню брав участь в організації оборони в Малопольщі.
- У 1920–1921 роках — заступник міністра закордонних справ Польщі;
- 1922–1935 роках — посол польського Сейму; водночас у 1922–1927 роках — член комісій Сейму: здоров'я, закордонних справ, війська.
- У 1910–1946 роках — професор низки навчальних закладів: Сільськогосподарської академії у Дублянах (1910–1913), Академії ветеринарної медицини у Львові (1913–1919) і Познанського університету (1919–1946).